# Gottfried Köthe
Gottfried Köthe   (Graz, 25 de desembre de 1905 - Frankfurt del Main, 30 d'abril de 1989) va ser un matemàtic alemany.

## Vida i Obra
Kóthe va estudiar matemàtiques, física, química i filosofia a la universitat de Graz entre 1923 i 1927, excepte un semestre a la universitat d'Innsbruck. Després d'obtenir el doctorat a Graz el 1927, va fer estudis postdoctorals a les universitat de Zúric, Göttingen, Bonn i Münster, el que li va permetre estudiar amb Paul Finsler, Emmy Noether, Otto Toeplitz i Heinrich Behnke, respectivament. El 1931 va obtenir l'habilitació docent a la universitat de Münster en la qual va donar classes fins a l'any 1940, quan va ser nomenat professor de la universitat de Giessen on va romandre fins al 1946. Tot i la seva col·laboració amb el Ministeri d'Afers Estrangers com assessor científic per l'encriptació de missatges, el seu progrès acadèmic durant aquests anys va ser lent, prova indirecta de la seva hostilitat amb el règim nazi.
Un cop acabada la Segona Guerra Mundial, va ser nomenat professor de la universitat de Magúncia, de la qual va ser rector entre 1954 i 1956. El 1957 va ser nomenat director del recent fundat Institut de Matemàtica Aplicada de la universitat de Heidelberg, de la qual també va ser rector el 1960-61. Finalment, el 1965 va ser nomenat professor de la universitat de Frankfurt. S'hi va jubilar el 1971.
Köthe es va fer conegut en els anys trentes pels seus treballs sobre espais vectorials topològics lineals fets conjuntament amb Otto Toeplitz, un matemàtic jueu amb qui va mantenir amistat fins a la seva mort el 1940. El seu llibre Topologische Lineare Räume (Espais topològics lineals), publicat en dos volums el 1960 i el 1969 (el segon volum directament en anglès), va esdevenir el clàssic sobre la matèria. També son destacables els seus treballs sobres els ideals nilpotents. Va publicar gairebé una centena d'articles científics, la majoria dels quals sobre anàlisi funcional.